# Гурьевский район (Кемеровская область)
Гу́рьевский райо́н — административно-территориальная единица (административный район) в Кемеровской области России.
Административный центр — город Гурьевск (не входит в район).
В рамках организации местного самоуправления территория района и город областного подчинения Гурьевск с подчинённым ему городом Салаир (последнему из которых также подчинены 2 посёлка Гавриловка и Салаирский Дом Отдыха) образуют Гурьевский муниципальный округ (в 2004—2019 гг. — муниципальный район).

## География
Район граничит с Промышленновским, Прокопьевским, Беловским и Ленинск-Кузнецким районами Кемеровской области. На западе — с Алтайским краем и Новосибирской областью.

## История
Гурьевский район впервые был образован 8 января 1935 года в составе Западно-Сибирского края. С 1937 года — в составе Новосибирской области, с 1943 года — в составе Кемеровской области.
С 1963 по 1987 годы Гурьевский район был упразднён, его территория входила в состав Беловского района.
Указом Президиума Верховного Совета РСФСР от 12 января 1987 года Гурьевский район был восстановлен. Первоначально в него был включён также пгт Старобачаты (перепись 1989 года учла его в составе первого), но вскоре пгт был передан в Беловский район: к 1992 году в составе последнего уже был соответствующий поселковый совет.

## Население
Административный район (без городов Гурьевск и Салаир и подчинённых ему двух посёлков)
| 1989   | 2002    | 2009    | 2010    | 2011    | 2012    | 2013    | 2014  |
| ------ | ------- | ------- | ------- | ------- | ------- | ------- | ----- |
| 20 816 | ↘12 057 | ↘11 221 | ↘10 617 | ↗10 640 | ↘10 447 | ↘10 150 | ↘9977 |
| 2015   | 2016    | 2017    | 2018    | 2019    |         |         |       |
| ↘9778  | ↘9646   | ↘9587   | ↘9439   | ↘9197   |         |         |       |

## Административно-территориальное устройство
В рамках административно-территориального устройства области район включает 7 сельских территорий, границы которых совпадают с одноимёнными (бывшими) сельскими поселениями в соответствующем муниципальном районе.
В рамках организации местного самоуправления территория района вместе с городом областного подчинения Гурьевск с городом Салаир (последнему также подчинены 2 посёлка Гавриловка и Салаирский Дом Отдыха) образует Гурьевский муниципальный округ (в 2004—2019 гг. — муниципальный район).
| № | Сельская территория | Административный центр | Количество населённых пунктов | Население (чел.) | Площадь (км²) |
| - | ------------------- | ---------------------- | ----------------------------- | ---------------- | ------------- |
| 1 | Горскинская         | село Горскино          | 1                             | ↘996             | 149,16        |
| 2 | Малосалаирская      | село Малая Салаирка    | 1                             | ↘1182            | 114,66        |
| 3 | Новопестеревская    | село Новопестерёво     | 4                             | ↘1268            | 186,61        |
| 4 | Раздольная          | посёлок Раздольный     | 4                             | ↘1476            | 180,60        |
| 5 | Сосновская          | посёлок Сосновка       | 6                             | ↘1530            | 611,31        |
| 6 | Ур-Бедаревская      | село Ур-Бедари         | 4                             | ↘766             | 129,74        |
| 7 | Урская              | посёлок Урск           | 7                             | ↘1979            | 718,36        |

## Населённые пункты
В Гурьевский район входят 27 населённых пунктов (без городов Гурьевск и Салаир и ему подчинённых двух посёлков Гавриловка и Салаирский Дом Отдыха).
| №  | Населённый пункт      | Тип     | Население | Сельская территория |
| -- | --------------------- | ------- | --------- | ------------------- |
| 1  | Апрелька              | посёлок | 52        | Урская              |
| 2  | Горскино              | село    | ↘996      | Горскинская         |
| 3  | Дегтярёвка            | деревня | 44        | Новопестеревская    |
| 4  | Дмитриевка            | село    | 170       | Урская              |
| 5  | Заречный              | посёлок | 121       | Сосновская          |
| 6  | Заря                  | посёлок | 22        | Урская              |
| 7  | Каменушка             | деревня | 36        | Сосновская          |
| 8  | Кочкуровка            | село    | 130       | Сосновская          |
| 9  | Кулебакино            | село    | 365       | Ур-Бедаревская      |
| 10 | Лесной                | посёлок | 283       | Раздольная          |
| 11 | Малая Салаирка        | село    | ↘1182     | Малосалаирская      |
| 12 | Маслиха               | деревня | 122       | Урская              |
| 13 | Мостовая              | деревня | 139       | Новопестеревская    |
| 14 | Новопестерёво         | село    | 1056      | Новопестеревская    |
| 15 | Печёркино             | село    | 166       | Новопестеревская    |
| 16 | Подкопённая           | деревня | 119       | Урская              |
| 17 | Понтряжка             | посёлок | 39        | Сосновская          |
| 18 | Раздольный            | посёлок | 1193      | Раздольная          |
| 19 | Саратовка             | деревня | 7         | Ур-Бедаревская      |
| 20 | Сосновка              | посёлок | 1154      | Сосновская          |
| 21 | Тайгинский леспромхоз | посёлок | 176       | Урская              |
| 22 | Ур-Бедари             | село    | 443       | Ур-Бедаревская      |
| 23 | Урск                  | посёлок | ↘1665     | Урская              |
| 24 | Усть-Канда            | деревня | 99        | Ур-Бедаревская      |
| 25 | Чуваш-Пай             | деревня | 263       | Сосновская          |
| 26 | Шанда                 | деревня | 198       | Раздольная          |
| 27 | 20 км                 | разъезд | 45        | Раздольная          |

### Упразднённые населённые пункты
- Бирюля
- Демьяновка
- Касьма
- Кулаевка
- Осиповка
- Чертолог